# Air-Botswana-Flugunfall 1999
Den Air-Botswana-Flugunfall 1999 mit einer ATR 42-320 mit dem Luftfahrzeugkennzeichen A2-ABB verursachte am 11. Oktober 1999 der botswanische Pilot Chris Phatswe. Er starb im Rahmen des Pilotensuizids als einzige Person. Bei dem Unfall wurden insgesamt drei Maschinen des Typs ATR 42-320 der Fluggesellschaft Air Botswana zerstört.
Phatswe soll im Vorfeld mehrfach gegenüber Personal am Flughafen eine Selbsttötung ohne Angabe von Gründen angekündigt haben. Zur Zeit des Flugunfalls soll er aus medizinischen Gründen nicht flugtauglich gewesen sein.

## Geschehnisse
Phatswe brachte das Flugzeug auf dem Sir Seretse Khama International Airport in seine Gewalt und kreiste circa zwei Stunden über dem Flugfeld. Er betonte mehrfach über Funk, dass er das Flugzeug in das Gebäude von Air Botswana lenken wolle, da er sich mit dem Management der Fluggesellschaft überworfen hatte. Phatswe verlangte unter anderem ein Gespräch mit dem damaligen Staatspräsidenten Festus Mogae, der außer Landes war, weshalb eine Verbindung zum damaligen Vize-Staatspräsidenten Ian Khama hergestellt werden sollte.
Phatswe stürzte letztendlich gezielt mit etwa 200 Knoten – möglicherweise war ihm zuvor auch der Treibstoff ausgegangen – in zwei weitere Flugzeuge des gleichen Typs von Air Botswana, die auf dem Vorfeld geparkt waren. Er löschte damit fast die gesamte damalige Flotte von Air Botswana aus. Seine Ankündigung, in das Gebäude von Air Botswana zu fliegen, habe Phatswe vermutlich nicht durchgeführt, da sich Personen in diesem befanden.
Der Flughafen war zuvor nach Anweisung von General Tebogo Masire, der im Tower Kontakt mit Phatswe hatte, evakuiert worden.